# Kudamatsu

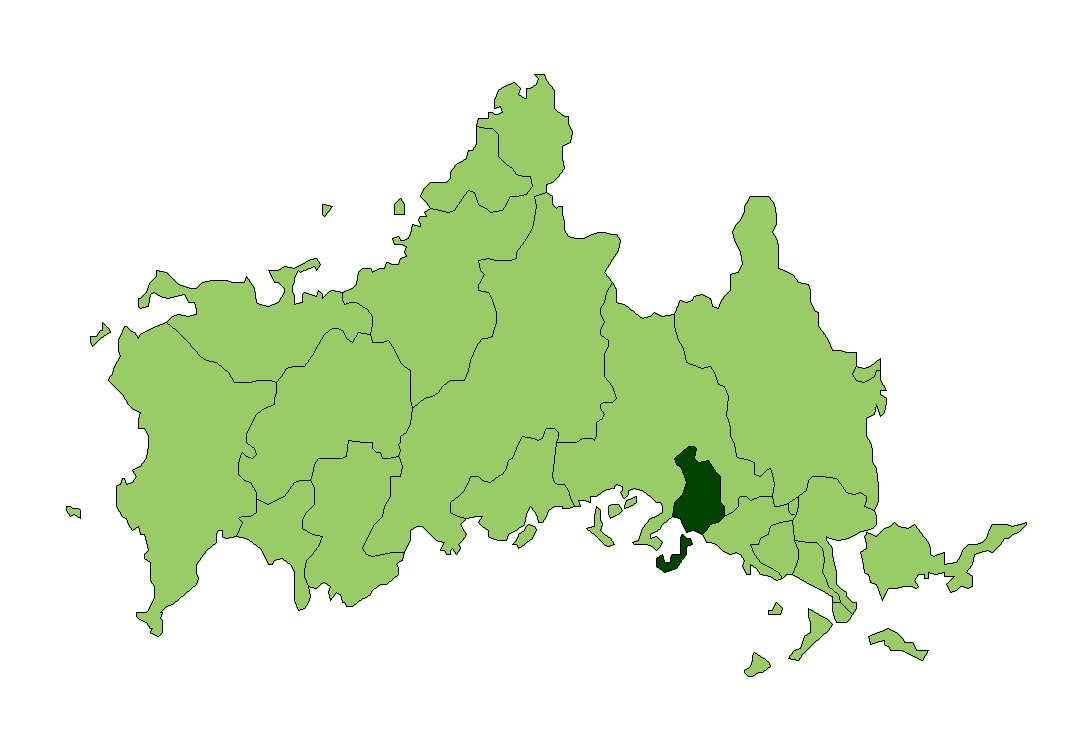

Kudamatsu (下松市 Kudamatsu-shi?) este un municipiu din Japonia, prefectura Yamaguchi.